# Вальтер, Виктор Бенедиктович
Виктор Бенедиктович Вальтер (28 июля 1902, Двинск, Витебская губерния — 4 апреля 1931, Даугавпилс, Латвия) — белорусский прозаик, переводчик, публицист и поэт.

## Биография
Родился 15 июля 1902 года в Двинске (Даугавпилс) Витебской губернии в семье портного.
Во время Первой мировой войны вместе со своей семьей стал беженцем. Учился в Харьковском реальном училище, после возвращения на родину в 1921 году — в русской гимназии. В августе 1922 года окончил Белорусские государственные годичные курсы учителей. При поддержке белорусской диаспоры (в первую очередь Константина Езовитова и Сергея Сахарова) он стал стипендиатом правительства Чехии и попал в Прагу, где поступил на камергерский факультет Чешского высшего технического училища. Через три года заболел туберкулёзом и, не закончив учебы, вернулся на родину. В 1926—1931 годах работал в белорусских школах Латвии. С 1930 года был директором Дополнительной белорусской школы в Риге.
Умер 4 апреля 1931 года и похоронен в Даугавпилсе на католическом кладбище.

## Творчество
Дебютировал в 1923 году очерком «Аднабочнікі», который был напечатан под псевдонимом Янка Палын в ковенском журнале «Крывіч» (№ 4, 5). В 1924 году «Песьня глядыятараў» была напечатана в пражской газете «Студэнцкая думка». Был активным сотрудником газеты «Голос Беларуси», публиковал стихи в коллективном сборнике «Перши крок» (Рига, 1926), альманахе «Зарубежная Беларусь», журналах «Родные занятия», «Наша судьба» и «Новый Шлях». В 1930 году в газете «Наш удел» был опубликован его рассказ «З-за сена», а в 1932 году он был издан отдельной книгой в Риге под названием «Лесьнікова сена».
Написанный в 1920-х годах роман «Роджаныя пад Сатурнам» был опубликован только в 1991—1992 годах в газете «Голос Родины».